# Crocidura fulvastra
La musaraña de sabana (Crocidura fulvastra) es una especie de mamífero eulipotiflo de la familia Soricidae endémica de África.

## Distribución geográfica y hábitat
- Su hábitat natural es la sabana.[1]
- Es nativo de Etiopía, Kenia, Malí, Nigeria, Sudán y posiblemente también en Benín, Burkina Faso, Camerún, la República Centroafricana y Chad. Se extinguió en Egipto.[1]

## Estado de conservación y amenazas
- Actualmente, no hay amenazas graves para esta especie, muy extendida.[1]